# Шомо (Нијевр)
Шомо (фр. Chaumot) насеље је и општина у источном делу централне Француске у региону Бургоња, у департману Нијевр која припада префектури Кламси.
По подацима из 2011. године у општини је живело 175 становника, а густина насељености је износила 22,76 становника/km². Општина се простире на површини од 7,69 km². Налази се на средњој надморској висини од 232 метара (максималној 268 m, а минималној 184 m).

## Демографија
| 1962. | 1968. | 1975. | 1982. | 1990. | 1999. | 2011. |
| ----- | ----- | ----- | ----- | ----- | ----- | ----- |
| 105   | 108   | 106   | 124   | 170   | 170   | 175   |

График промене броја становника у току последњих година